# Desperado City
Desperado City was een interactieve schietattractie in het Belgische attractiepark Bobbejaanland. Het was gebouwd in 2006 door het Belgische bedrijf Alterface, in opdracht van Rudi Rasschaert (onder Parques Reunidos) en werd in 2012 gesloten door toenmalig directeur Roland Kleve. In 2006 was deze attractie een wereldprimeur, het was de eerste interactieve schietattractie. Het project is helemaal Belgisch: gebouwd door een Belgische fabrikant, Belgisch concept en de film is ook helemaal in België gemaakt. Desperado City konden bezoekers achteraan in het park in het Cowboy Town vinden. Doordat het in een saloon verwerkt was, keken bezoekers vaak over de attractie heen. Het is de eerste attractie die gebouwd werd na de verkoop van het park aan Parques Reunidos in 2004.

## Voorstelling
Desperado City is een interactieve film waarbij 60 bezoekers voor 2 schermen kunnen plaatsnemen op plastic robotpaardjes met pistolen en doorheen de film met elkaar kunnen duelleren door op doelen in de film te schieten.
Het verhaal gaat over een stad "Desperado City", waarbij de bezoeker een opleiding tot sheriff krijgt. De film is altijd anders omdat die beïnvloed wordt door de deelnemers. Wie de minste punten heeft, komt op het scherm, net zoals de top-3 winnaars. Wanneer de film begint, beginnen de paarden te wiebelen, waardoor men het gevoel creëert dat men op een echt paard zit. Ook voelt de deelnemer telkens de terugslag van het geweer tijdens het schieten. Dit maakt de attractie realistischer.

## Sluiting
In 2012 besloot directeur Roland Kleve de attractie te sluiten, samen met de 4D-film Yogi Bear in het 4D-theater. Nu wordt de zaal gebruikt voor meetings voor bedrijven.
Afbeeldingen